# Virginia Guerrini
Virginia Guerrini (Brescia, Itàlia, 20 de febrer de 1871 – ibídem, 26 de febrer de 1948) fou una mezzosoprano italiana. 
Va fer el seu debut professional com a cantant d'òpera en 1889 al Teatre Garibaldi de Treviso, com a Elsa a Lohengrin, de Richard Wagner. L'any següent va fer els seus debuts en el Teatre Verdi de Trieste com a Laura a La Gioconda, de Ponchielli, en el Teatre dal Verme de Milà com a Adalgisa a Norma, de Bellini, en el Gran Teatre del Liceu com a Ortrud a Lohengrin, i com a Loretta a Asrael, d'Alberto Franchetti, en el Teatre Regio de Torí.
En 1892 Guerrini es va presentar a La Scala com Adalagisa. En aquest teatre va cantar en diverses estrenes mundials, incloent-hi el paper d'Afra a La Wally (1892), d'Alfredo Catalani, i el de Meg Page a Falstaff (1893), de Verdi. Altres papers que va cantar a La Scala inclouen Anacoana i Iguamota a Cristoforo Colombo, de Franchetti, Emilia a Otello, de Verdi, i Nefte a Il figliuol prodigo, de Ponchielli. Durant la seva carrera també es va presentar en molts teatres d'òpera importants d'Amèrica del sud, Rússia, Alemanya, Espanya i Portugal.
Després de retirar-se dels escenaris el 1925, Guerrini va ensenyar cant a la seva ciutat natal, on va morir el 1948.